# Сат с кукавицом
Сат с кукавицом је сат с клатном, који одбројава сате користећи звуке и звиждуке који имитирају глас птице кукавице уз додатни звук жичаног гонга. 
Начин израде овог сата је конвенционалан. Већина је направљена од рустичне кућице за птице или крлетке. Сат виси на зиду, а смештен је у дрвеном кућишту, често декорисаном лишћем; понекад се додају јелени и друге животиње. Птичица се појављује кроз вратанца док сат откуцава и нестаје иза врата кад се одбројавање заврши.
Птичица је често тако направљена да може да се покреће док сат откуцава. Неки сатови имају и музичку кутију која свира неку мелодију пре него што почне да се одбројава пуни сат или пола сата. Музички сатови с кукавицом имају и друге аутоматизоване делове који се покрећу док музика свира. Сатови се готово увек покрећу помоћу тегова; само мали број сатова се навија опругом.
Последњих година се продају лажни кварцни сатови с кукавицом које напаја батерија, и који производе звуке електронским путем. Тегови се обично праве у облику шишарке. Клатно је често изрезбарено у облику листа. Бројчаник је мали с римским бројевима. 
Сат је 1738. изумео Франц Кетерер у граду Шенвалду на Шварцвалду у Немачкој. Кетерер је осмислио систем звукова и звиждука који имититају кукавицу и додао их стандардном холандском сату. Касније је сат добио облик кућице за птице или крлетке. Центар њихове производње дуго је био у региону Шварцвалда, на подручју Триберга и Нојштата. Сат с кукавицом се често погрешно повезује с Швајцарском, као у филму Трећи човек. У Сједињеним Државама ова грешка се појављује у причи Марка Твена у којој главни јунак описује швајцарски град Луцерн као дом сатова с кукавицом.
Данас је сат са кукавицом један од омиљених сувенира путника у Немачкој, Швајцарској и Аустрији. Постала је културна икона Немачке.

## Музеји
У Европи, музеји који приказују колекције су Музеј Cuckooland у УК са више од 700 сатова, Deutsches Uhrenmuseum и Dorf- und Uhrenmuseum Gütenbach у Немачкој.
Једна од највећих приватних колекција у Сједињеним Државама која је отворена за јавност налази се у Минеаполису. Садржи више од 300 сатова с кукавицом.

## Цитат
У Италији за тридесет година под Борџијама било је ратова, терора, убистава, крвопролића – али они су имали Микеланђела, Леонарда да Винчија и ренесансу. У Швајцарској је владала братска љубав, 500 година демократије и мира, и шта су измислили? Сат с кукавицом. Збогом, Холи.
- Орсон Велс као Хари Лајм, Трећи човек